# گراداتس (توتین)
گراداتس (به صربی: Gradac) یک منطقهٔ مسکونی در صربستان است که در توتین، صربستان واقع شده‌است. گراداتس ۹۵ نفر جمعیت دارد.